# Thomas Spencer
Thomas C. Spencer (24 dicembre 1946) è un matematico e fisico statunitense, noto per i suoi contributi agli aspetti matematici della teoria quantistica dei campi e della meccanica statistica.
Ha conseguito il dottorato di ricerca nel 1972 presso la New York University sotto la supervisione di James Glimm. Dal 1986 è professore di matematica presso l'Istituto Superiore di Studi Avanzati di Princeton, del quale è emerito dal 2017.

## Ricerche principali
Thomas Spencer è noto per numerosi contributi alla fisica matematica, nell'ambito della teoria quantistica dei campi costruttiva, delle transizioni di fase, dei sistemi disordinati, e della teoria del caos.
- Insieme a James Glimm e Arthur Jaffe ha inventato l'approccio dell'espansione a cluster per la teoria quantistica dei campi, ampiamente utilizzata nella teoria costruttiva dei campi.[4]
- Insieme a Jürg Fröhlich e Barry Simon, ha inventato l'approccio del limite infrarosso, che ora è diventato uno strumento classico per derivare transizioni di fase in vari modelli di meccanica statistica.[5]
- Insieme a Jürg Fröhlich, ha effettuato un'analisi multiscala per fornire, per la prima volta, prove matematiche della transizione di Kosterlitz-Thouless,[6] della transizione di fase nel modello di Ising ferromagnetico unidimensionale con interazione {\displaystyle J_{x,y}\sim |x-y|^{-2}},[7] e della localizzazione di Anderson in dimensione arbitraria.[8]
- Insieme a David Brydges, ha dimostrato che il limite di scala del cammino autoevitante in dimensione maggiore o uguale a 5 è gaussiano, con varianza che cresce linearmente nel tempo.[9] Per ottenere questo risultato inventarono la cosiddetta tecnica della lace expansion, un altro metodo che nel tempo ha ottenuto grande successo.[10]

Si è inoltre dedicato allo studio delle equazioni differenziali stocastiche, della turbolenza, delle matrici random e di integrali sui cammini supersimmetrici.

## Premi e riconoscimenti
- Premio Dannie Heineman per la fisica matematica nel 1991[11]
- Membro della National Academy of Science dal 2010[12]
- Premio Henri Poincaré nel 2015[13]